# Måneskin
Måneskin [móneskin] je italijanska rock skupina iz Rima, ki jo sestavljajo glavni vokalist Damiano David, basistka Victoria De Angelis, kitarist Thomas Raggi in bobnar Ethan Torchio. Skupina je zaslovela v Italiji, potem ko je leta 2017 v enajsti sezoni italijanskega šova talentov X Factor osvojila 2. mesto, mednarodno pa, ko je s pesmijo „Zitti e buoni‟ zmagala na tekmovanju za pesem Evrovizije 2021. Izdali so tri studijske albume, en mini album in 13 singlov, ki so se uvrstili na vrh italijanskih in evropskih glasbenih lestvic, ter zbrali 34 platinastih in 7 zlatih certifikatov FIMI.

## Zgodovina

### 2015–2016: Nastanek
Člani Damiano David, Victoria De Angelis in Thomas Raggi so se prvič spoznali kot srednješolci v Rimu. Bobnar Ethan Torchio iz bližnjega Frosinona se jim je pridružil, potem ko se je odzval na njihov oglas na Facebooku. Čeprav začetki skupine segajo v leto 2015, so jo uradno ustanovili leta 2016, ko so ji člani morali izbrati ime pred prijavo na Pulse, lokalno glasbeno tekmovanje za nastajajoče skupine. Basistko De Angelis, ki je pol Danka, so ostali člani vprašali po nekaj besedah v danščini in na koncu izbrali Måneskin (»mesečina«), čeprav njen pomen ni povezan s samo skupino.
Tekmovanje Pulse je pomenilo tudi prelomnico v njihovi karieri, saj so morali začeti pisati lastne pesmi. Po njem so nastopili v glasbenem klubu in šoli Felt pred 200–300 ljudmi, kasneje pa so osvojili prvo nagrado.
Pozneje so nastopali kot ulični glasbeniki v rimski četrti Colli Portuensi in v zgodovinskem središču Rima, tudi na Via del Corso. Eden njihovih prvih koncertov v živo zunaj domačega mesta je bil v Faenzi na srečanju neodvisnih založb 2016; udeležilo se ga je okoli 33 ljudi. Po potovanju na Danskem, med katerim je skupina nekajkrat nastopala v živo, so člani Måneskina okrepili povezanost in začeli igrati po več ur na dan.

### 2017–2019:X FactorinIl ballo della vita
Leta 2017 so se udeležili enajste sezone italijanskega šova talentov X Factor pod mentorstvom rockovskega glasbenika Manuela Agnellija. Končali so na drugem mestu za Lorenzom Licitro. V šovu so med drugim izvedli priredbo pesmi „Beggin'‟ skupine the Four Seasons, „Take Me Out‟ Franza Ferdinanda in „Somebody Told Me‟ skupine the Killers. Avtorska pesem „Chosen‟, ki so jo izvedli v šovu, je 24. novembra 2017 izšla kot singel in na lestvici Zveze italijanske glasbene industrije (FIMI) dosegla drugo mesto. Vključili so jo tudi na istoimenski mini album, ki je izšel sredi decembra istega leta in vseboval večinoma priredbe, ki so jih v živo odigrali v oddajah X Factor. Pozneje je prejel FIMI-jev dvojni platinasti certifikat.
23. marca 2018 je skupina izdala prvi singel v italijanščini, „Morirò da re‟, ki je nadaljeval njihov komercialni uspeh. Prvi pravi studijski album, na katerem je bila „Morirò da re‟ in malo prej izdan baladni singel „Torna a casa‟, so izdali 26. oktobra 2018. Tako album, naslovljen Il ballo della vita, kot singel „Torna a casa‟ sta se uvrstila na vrh glasbenih lestvic v Italiji. Za promocijo albuma je skupina v kina poslala dokumentarni film o sebi This Is Måneskin. Premiera filma v Italiji je bila 26. oktobra 2018.
Januarja 2019 je skupina izdala svoj četrti singel „Fear for Nobody‟, aprila 2019 pa je peti, „L'altra dimensione‟, dosegel četrto mesto na FIMI-jevi lestvici. Šesti singel „Le parole lontane‟, izdan septembra 2019, se je na lestvici uvrstil med prvih 5 in prejel platinasto priznanje. Na prvi turneji, ki je potekala v letih 2018 in 2019, so razprodali čez 70 nastopov in prodali več kot 140 000 vstopnic, kar vključuje tudi prvo turnejo po Evropi z enajstimi razprodanimi koncerti v Španiji, Franciji, Švici, Nemčiji, Belgiji in Združenem kraljestvu.

### 2020–2021:Teatro d'ira: Vol. I, Evrovizija in svetovna prepoznavnost
Konec leta 2019 in začetek 2020 so člani skupine bivali v Londonu, kjer so izpopolnjevali svoj slog in razvijali nove pesmi. Oktobra 2020 je izšel njihov sedmi singel „Vent'anni‟. 6. marca 2021 je skupina zmagala na glasbenem festivalu v Sanremu s pesmijo „Zitti e buoni‟. Njihova zmaga je mnoge presenetila, saj je v zgodovini festivala tekmovalo malo rockovskih pesmi. Pred Sanremom je skupina najavila drugi studijski album Teatro d'ira: Vol. I, ki je izšel 19. marca.
Kot zmagovalec Sanrema 2021 je Måneskin z „Zitti e buoni‟ postal italijanski predstavnik na Pesmi Evrovizije 2021, ki je potekala v nizozemskem Rotterdamu. 15. maja se je Italija povzpela na vrh evrovizijskih stavnic, v finalu 22. maja pa je skupina v skladu z njimi zmagala s 524 točkami, s čimer je Italija dosegla tretjo evrovizijsko zmago po Giglioli Cinquetti leta 1964 in Totu Cutugnuo leta 1990. Måneskin in „Zitti e buoni‟ sta postala tudi prva rockovska skupina oziroma pesem, ki je zmagala na Evroviziji, po finskem Lordiju in „Hard Rock Hallelujah‟ leta 2006.
Po Evroviziji so se album Teatro d'ira: Vol. I, pesmi „Zitti e buoni‟, „I Wanna Be Your Slave‟ in „Coraline‟ in še nekatere izdane pesmi uvrstile na tedenske lestvice v Evropi in izven nje, vključno z več Spotifyjevimi globalnimi lestvicami. „Zitti e buoni‟ in „I Wanna Be Your Slave‟ sta se uvrstili tudi med prvo deseterico na ameriški Billboardovi lestvici Global Excl. U.S.. „Zitti e buoni‟ je postala prva pesem v italijanščini po 30 letih, ki se je uvrstila med prvih 20 na britanski lestvici singlov, kjer je dosegla 17. mesto in „I Wanna Be Your Slave‟ peto.
Med junijem in julijem je skupina odšla na promocijsko turnejo po Evropi in nastopila na več poletnih festivalih. Izvedba pesmi „Beggin'‟ v živo, posneta na festivalu v Ronquièresu, je 27. septembra 2021 izšla kot digitalni singel. Deseti singel „Mammamia‟ so izdali 8. oktobra. 26. oktobra so prvič nastopali na televiziji v ZDA, novembra so nastopili v šovu Ellen DeGeneres, na podelitvi glasbenih nagrad MTV Europe, kjer so osvojili nagrado za najboljšo rockovsko izvedbo, in na pdelitvi Ameriških glasbenih nagrad. V Las Vegasu so bili predskupina skupini Rolling Stones.

### 2022–2024:Rush!
22. januarja 2022 so bili Måneskin gostje v ameriškem šovu Saturday Night Live. Njihov enajsti singel „Supermodel‟ je izšel 13. maja; naslednjega dne so ga odigrali v finalu Pesmi Evrovizije 2022 v Torinu. Izvedli so tudi kratko interpretacijo pesmi „If I Can Dream‟, ki so jo pozneje vključili v glasbeno podlago biografskega filma Elvis. 20. maja so pesem „Supermodel‟ odigrali v ameriškem šovu The Tonight Show Starring Jimmy Fallon, pri čemer je Jimmy Fallon nadomestil bolno De Angelis, 28. avgusta pa na podelitvi MTV-jevih nagrad Video Music Awards (kjer so osvojili kategorijo „najboljši alternativni video‟ za „I Wanna Be Your Slave‟). Od jeseni 2022 do poletja 2023 so v okviru turneje Loud Kids Tour obiskali Japonsko, Ameriki in Evropo.
Dvanajsti singel „The Loneliest‟ je izšel 7. oktobra in septembra naslednje leto osvojil MTV Video Music Award za najboljši rockovski video. Svoj tretji studijski album, Rush!, je skupina izdala 20. januarja 2023. Na 65. podelitvi grammyjev so bili nominirani za nagrado v kategoriji najboljšega novega ustvarjalca, a so izgubili proti ameriški džezovski pevki Samari Joy. Pesem „La fine‟ je izšla 16. decembra kot promocijski singel z albuma Rush!. 13. januarja 2023 je skupina izdala singel in glasbeni video za „Gossip‟, pri katerem je sodeloval ameriški kitarist Tom Morello. Februarja 2023 je ameriška revija Variety v portretu skupine Måneskin opisala kot „največjo rockovsko skupino, ki se je pojavila v zadnjih letih‟, New York Times pa jih je septembra tega leta oklical za „skoraj zagotovo največjo italijansko rock skupino vseh časov‟.
Skupina je junija 2023 debitirala na glastonburyjskem festivalu, čemur je sledila turneja Rush! World Tour, ki je med septembrom in decembrom obiskala Evropo, Ameriki, Oceanijo in Azijo. 1. septembra so izdali singel „Honey (Are U Coming?)‟, ki so ga pozneje vključili na Rush! (Are U Coming?), ponovno izdajo albuma Rush!, ki je izšla 10. novembra.

## Glasbeni slog in vplivi
Glasbo Måneskina so različni viri opredelili kot pop rock, alternativni rock, glam rock, hard rock in funk rock. Njihov glasbeni slog se je od prvega do drugega studijskega albuma spremenil iz pop rocka z vplivi funka v hard rock, kakršen je prisoten v pesmi „Zitti e buoni‟. Njihov glasbeni slog in videz so primerjali z rock glasbo iz 70-ih. Člani so kot glasbene in modne vzornike med drugim imenovali Led Zeppelin, Fleetwood Mac, Nirvano, Perryja Farrella, Radiohead, Franza Ferdinanda, Davida Bowieja, skupine Aerosmith, Black Sabbath, Gentle Giant, Rolling Stones, Doors, Arctic Monkeys, Red Hot Chili Peppers, Harryja Stylesa, Bruna Marsa, R.E.M. ter italijanske skupine Marlene Kuntz, Verdena in Afterhours.

## Člani skupina
| Ime                 | Datum rojstva   | Vloga    |
| ------------------- | --------------- | -------- |
| Damiano David       | 8. januar 1999  | vokalist |
| Victoria De Angelis | 28. april 2000  | basist   |
| Thomas Raggi        | 18. januar 2001 | kitarist |
| Ethan Torchio       | 8. oktober 2000 | bobnar   |

### Osebno življenje
V intervjuju za časopisa Corriere della Sera februarja 2021 je Victoria sebe označila za biseksualko, Thomas kot hetero, Damiano kot hetero, Ethan kot »spolno svoboden«.

## Diskografija

### Studijski albumi
- Il ballo della vita (Sony/RCA, 2018)
- Teatro d'ira - Vol. I (Sony/RCA, 2021)
- Rush! (Sony/Epic, 2023)

### Mini albumi
- Chosen (Sony/RCA, 2017)

### Singli
- Chosen (2017)
- Morirò da re (2018)
- Torna a casa (2018)
- Fear for Nobody (2019)
- Vent’anni (2020)
- Beggin’ (2021)
- Zitti e buoni (2021)
- I Wanna Be Your Slave (2021)
- Mammamia (2021)
- Supermodel (2022)
- If I Can Dream (2022)
- The Loneliest (2022)
- Honey! (Are U Coming?) (2023)